# اینترلوکین ۱۲
اینترلوکین ۱۲ (به انگلیسی: IL-12) (Interleukin 12) یک اینترلوکین است که به طور طبیعی توسط سلول‌های دندریتیک، ماکروفاژها و سلول‌های نرسیده لنفی-B انسانی (NC-37) در پاسخ به تحریک آنتی‌ژنیک تولید می‌شود و اثرات زیر را به دنبال دارد:
- القای تمایز سلولهای T نابالغ به Th1 (یک فاکتور محرک رشد و عملکرد برای سلولهای T است.)
- تحریک تولید INF گاما و TNF آلفا توسط سلولهای T و NK که این  INF گاما موجب سرکوب IL4 میشود.
- واسطه ای در افزایش فعالیت سایتوتوکسیک سلول‌های NK cells و T cytotoxic
- مهار غیرمستقیم شکلگیری عروق جدید (Anti-angiogenic) با افزایش  INF گاما که خود موجب افزایش پروتئین القایی 10 (IP10) میشود که این پروتئین خود عامل Anti-angiogenic است.
- به دلیل خواص تحریک ایمنی و ممانعت از رگزایی، به عنوان دارویی برای مبارزه با سرطان در حال مطالعه است.[۲]